# Lytogaster angustata
Lytogaster angustata är en tvåvingeart som beskrevs av Cresson 1934. Lytogaster angustata ingår i släktet Lytogaster och familjen vattenflugor. Inga underarter finns listade i Catalogue of Life.